# ワラルー (掃海艇)
ワラルー (HMAS Wallaroo) はオーストラリア海軍の掃海艇。バサースト級。

## 艦歴
1941年4月24日起工。1942年2月18日進水。1942年7月15日、シドニーで就役。
就役後、オーストラリア周辺で対潜哨戒、護衛、掃海に従事した。
1943年6月10日、「ワラルー」はアメリカ商船「ジョン・Ｇ・ホイッティア (John G. Whittier)」、「ヘンリー・ギルバート・コスティン (Henry Gilbert Costin)」を護衛してフリーマントルを出航した。同日深夜、船団は分散する地点に着いた。護衛はそこまでの予定であった。先頭にいた「ワラルー」は針路を変更し、「ジョン・G・ホイッティア」の横を通過した後、その後ろの「ヘンリー・ギルバート・コスティン」と衝突した。「ワラルーは」11日午前7時頃転覆し沈没した。この衝突で「ワラルー」乗員2名が死亡し、1名が行方不明となり、生存者は掃海艇「ダボ」により救助された。なお、「ヘンリー・ギルバート・コスティン」の損傷は軽微であり、衝突後フリーマントルに戻った。